# Pauline Ferrand-Prévot
Pauline Ferrand-Prévot (ur. 10 lutego 1992 w Reims) – francuska kolarka górska, szosowa i przełajowa, mistrzyni olimpijska w kolarstwie górskim (2024), wielokrotna medalistka mistrzostw świata i mistrzyni Europy MTB, a także mistrzyni świata w kolarstwie szosowym (2014).

## Kariera
Pierwsze sukcesy w karierze Pauline Ferrand-Prévot osiągnęła w 2009 roku, kiedy zdobyła łącznie sześć medali. Na szosowych mistrzostwach Europy juniorów wygrała jazdę na czas, a w wyścigu ze startu wspólnego była trzecia, na mistrzostwach świata w Moskwie w obu tych konkurencjach była druga, a ponadto wygrała wyścigu w kategorii juniorów na mistrzostwach świata MTB w Canberze oraz mistrzostwach Europy MTB w Zoetermeer. W 2010 roku wygrała start wspólny i była trzecia w jeździe na czas na szosowych MŚJ w Offida, a na MEJ w Turcji w obu tych konkurencjach była druga. W tym samym roku ponownie zwyciężyła w wyścigu juniorek na mistrzostwach świata MTB w Mont-Sainte-Anne. Pierwszy medal wśród seniorek zdobyła na przełajowych mistrzostwach Europy w Lukka, gdzie wywalczyła brązowy medal. W tym samym czasie w kolarstwie górskim startowała w kategorii U-23, zdobywając brązowy medal na mistrzostwach świata w Champéry. W 2012 roku wystąpiła także na igrzyskach olimpijskich w Londynie, gdzie rywalizację w cross-country ukończyła na 26. pozycji, a w szosowym wyścigu ze startu wspólnego była ósma. Kolejny medal przywiozła z mistrzostw świata MTB w Pietermaritzburgu w 2013 roku. W zawodach U-23 była druga za Jolandą Neff ze Szwajcarii, a przed Ukrainką Janą Bełomoiną. W barwach teamu Rabobank Women wywalczyła także srebrny medal w drużynowej jeździe na czas podczas szosowych mistrzostwach świata we Florencji.